# Saksanokhur
Saksanokhur è il nome moderno dell'antico insediamento di Farchor, nel sud dell'odierno Tagikistan.
Il posto fu studiato dal 1966 al 1967 e dal 1973 al 1977 dagli archeologi russi prima che i resti degli edifici fossero rasi al suolo. Esistono ora alcuni resti degli insediamenti del Regno greco-battriano o dei periodi successivi. Oltre a questo, Ai-Khanum è uno dei pochi scavati del regno greco-battriano.
Vi era una cittadella il cui centro dell'edificio formava una grande corte. L'edificio risale probabilmente al II secolo a.C., il che lo rende contemporaneo di altri edifici simili di Ai-Khanum.
Oltre all'insediamento fortificato sono state trovate case e negozi, anche di ceramiche. La parte inferiore è del periodo greco-battriano, il che fa supporre che la città sia sorta in quel periodo.